# من مادرم
من مادرم فیلمی به کارگردانی و نویسندگی فرج‌اله نسیمیان محصول سال ۱۳۴۴ است.

## خلاصه داستان
مردی پس از مدت‌ها سوء ظن به همسرش در مورد داشتن رابطه با جوانی نقاش، سرانجام او را طرد می‌کند...

## بازیگران
- آذر شیوا
- حیدر صارمی
- جلال مقامی
- اشرف کاشانی
- مینو شفیع
- فرهاد محبت
- ناصر کوره چیان
- رضا شفیع
- فرخ‌لقا هوشمند
- محسن آراسته
- حسین محسنی